# Erich Dietel
Erich Dietel (* 21. Dezember 1912 in Planitz; † 1. Juni 1991 in Hermsdorf) war ein deutscher Fußballtrainer.

## Sportliche Laufbahn
Dietel begann seine aktive Laufbahn als Fußballer 1930 beim Planitzer SC. Zunächst nur in der zweiten Mannschaft aktiv, schaffte er es später bis in die erste Mannschaft, die 1942 Meister der Gauliga Sachsen wurde und in der Endrunde um die deutsche Meisterschaft bis ins Viertelfinale vordrang.
Dietel wurde 1948 bei den Planitzern als Trainer tätig und war somit mitverantwortlich für den Gewinn der Ostzonenmeisterschaft, als die SG Freiimfelde Halle im Finale mit 1:0 besiegt wurde. Im Jahr 1949 wurde Dietel verantwortlicher Trainer der BSG Gera-Süd, mit der er nach dem Gewinn des Thüringenpokals bis ins Endspiel des FDGB-Pokals vordrang. Das Finale in Halle ging gegen die BSG Waggonbau Dessau mit 0:1 verloren. Als Pokalfinalist war die Mannschaft für die neu geschaffene DDR-Oberliga qualifiziert, die die Geraer auf dem 11. Tabellenplatz abschlossen, wobei Dietel in zwei Spielen selbst mitwirkte. In der Saison 1950/51 übernahm er die neuformierte Mannschaft der nach der Fusion von Gera-Süd und BSG RFT Gera entstandenen BSG Mechanik Gera. Er führte deren Oberligamannschaft bis zum Ende der Hinrunde auf den 8. Platz, schied danach aber bei Mechanik Gera aus.
Im Jahr 1951 wurde Dietel kurzzeitig Trainer der viertklassigen BSG Chemie Hermsdorf, ehe er zurück nach Sachsen zum Oberligisten BSG Motor Zwickau ging. Wieder zog er hier mit seiner Mannschaft ins Finale des FDGB-Pokals 1954 ein, in dem Motor Zwickau dem ZSK Vorwärts Berlin 1:2 unterlag. Im November des gleichen Jahres übernahm Dietel das Co-Traineramt bei Einheit Dresden unter Hans Siegert.
Im Mai 1956 wurde Dietel für fünf Monate Trainer von Empor Rostock. Er übernahm die Hanseaten nach dem siebenten Spieltag auf dem letzten Tabellenplatz liegend von Willi Möhring und erzielte mit der Mannschaft noch drei Siege und zwei Unentschieden aus 15 Spielen, was nicht für den Klassenerhalt reichte. Nach einer 1:3-Niederlage beim SC Wismut Karl-Marx-Stadt wurde Dietel von Lothar Wiesner und Kurt Zapf abgelöst.
Über Weimar und den 1. FC Lokomotive Leipzig kehrte Dietel 1966 nach Hermsdorf zurück. Mit der BSG Motor holte er 1969 erstmals die Geraer Bezirksmeisterschaft und stieg in die DDR-Liga auf. Nach dem direkten Wiederabstieg gelang 1971 der erneute Aufstieg, der allerdings wieder nur ein Jahr in der Liga bescherte. Im Jahr 1973 beendete Dietel seine Trainerlaufbahn.
Am 1. Juni 1991 starb Erich Dietel im Alter von 78 Jahren in Hermsdorf.